# سنلوکار د برامدا
سَنلوکار دِ بَرِامدا (به اسپانیایی: Sanlúcar de Barrameda) یکی از دهستان‌های اسپانیا است که در استان کادیس واقع شده‌است.

## خصوصیات
سنلوکار د برامدا ۱۷۰٫۹۳ کیلومترمربع مساحت و ۶۵٬۸۰۵ نفر جمعیت دارد و ۳۰ متر بالاتر از سطح دریا واقع شده‌است.

## خواهرخوانده
شهرهای پالوس د لا فرونتا، کوئکولبرگ، سن سباستین و المونت، اسپانیا خواهرخوانده‌های سنلوکار د برامدا هستند.

## نگارخانه

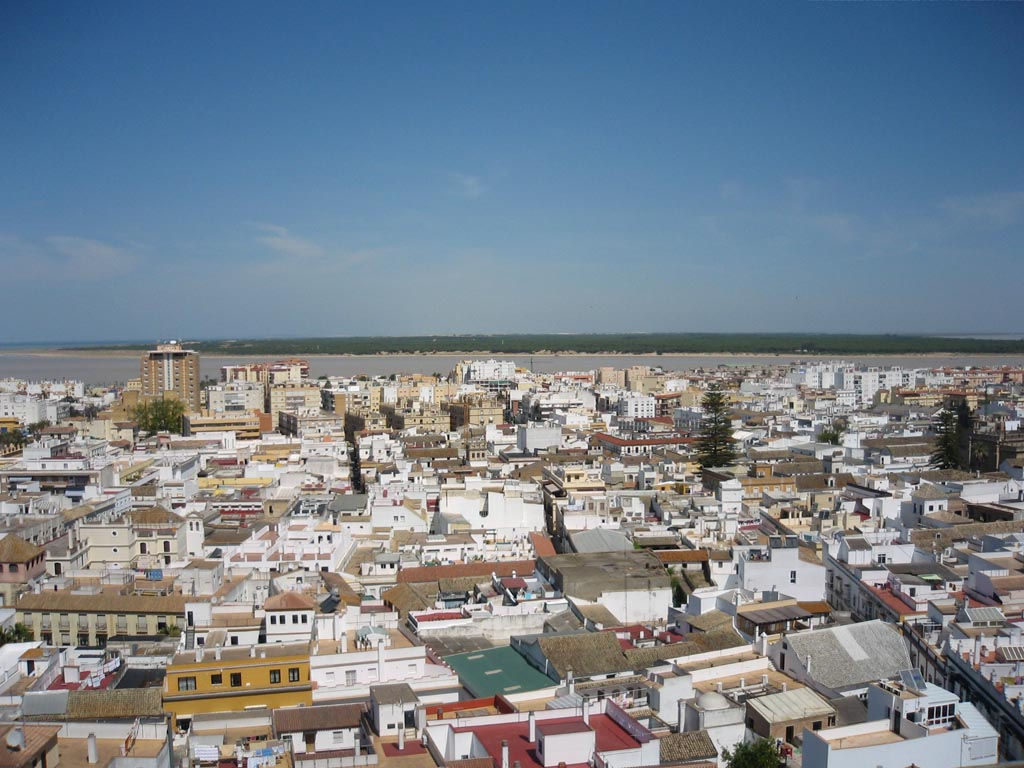
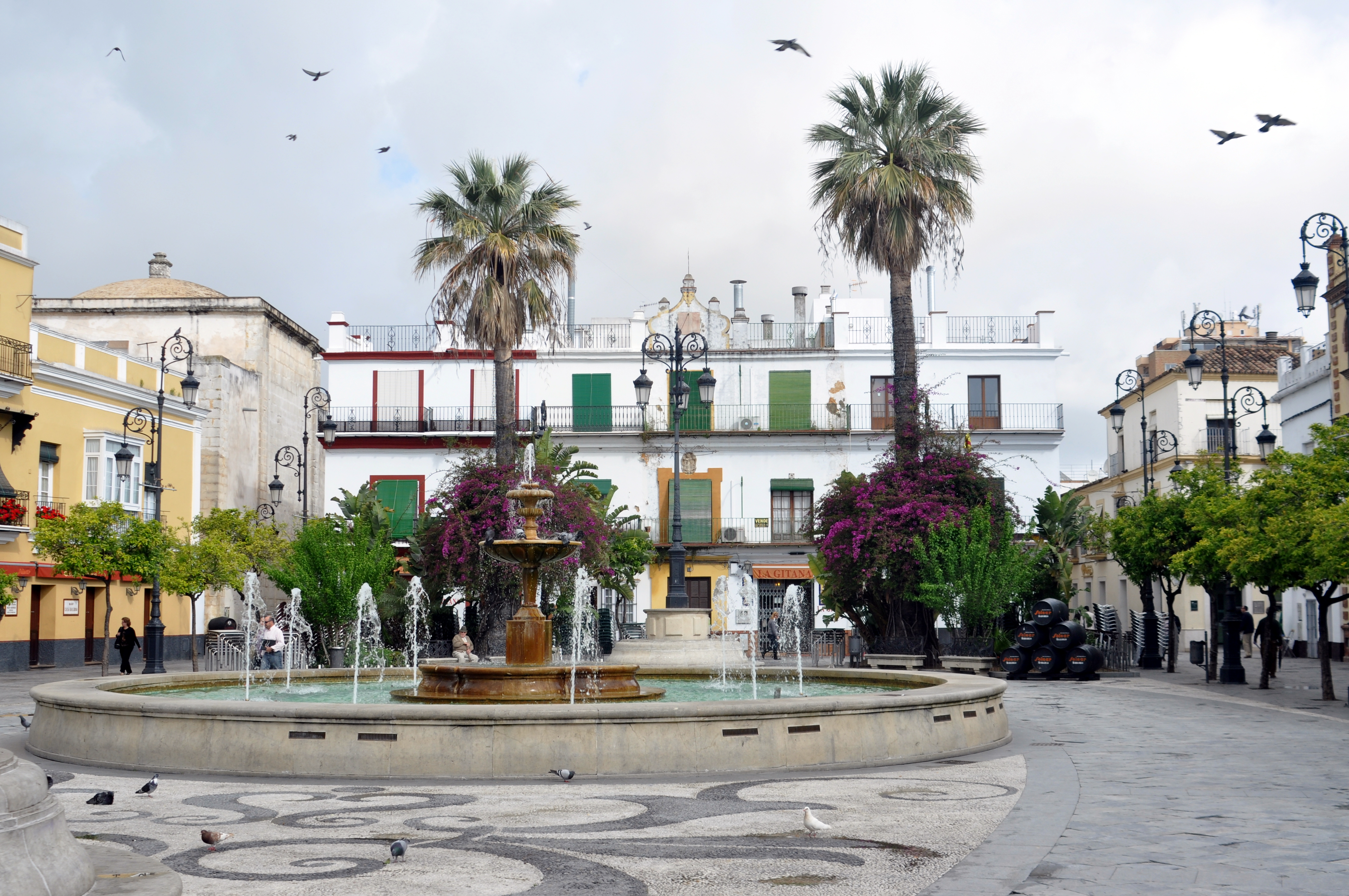
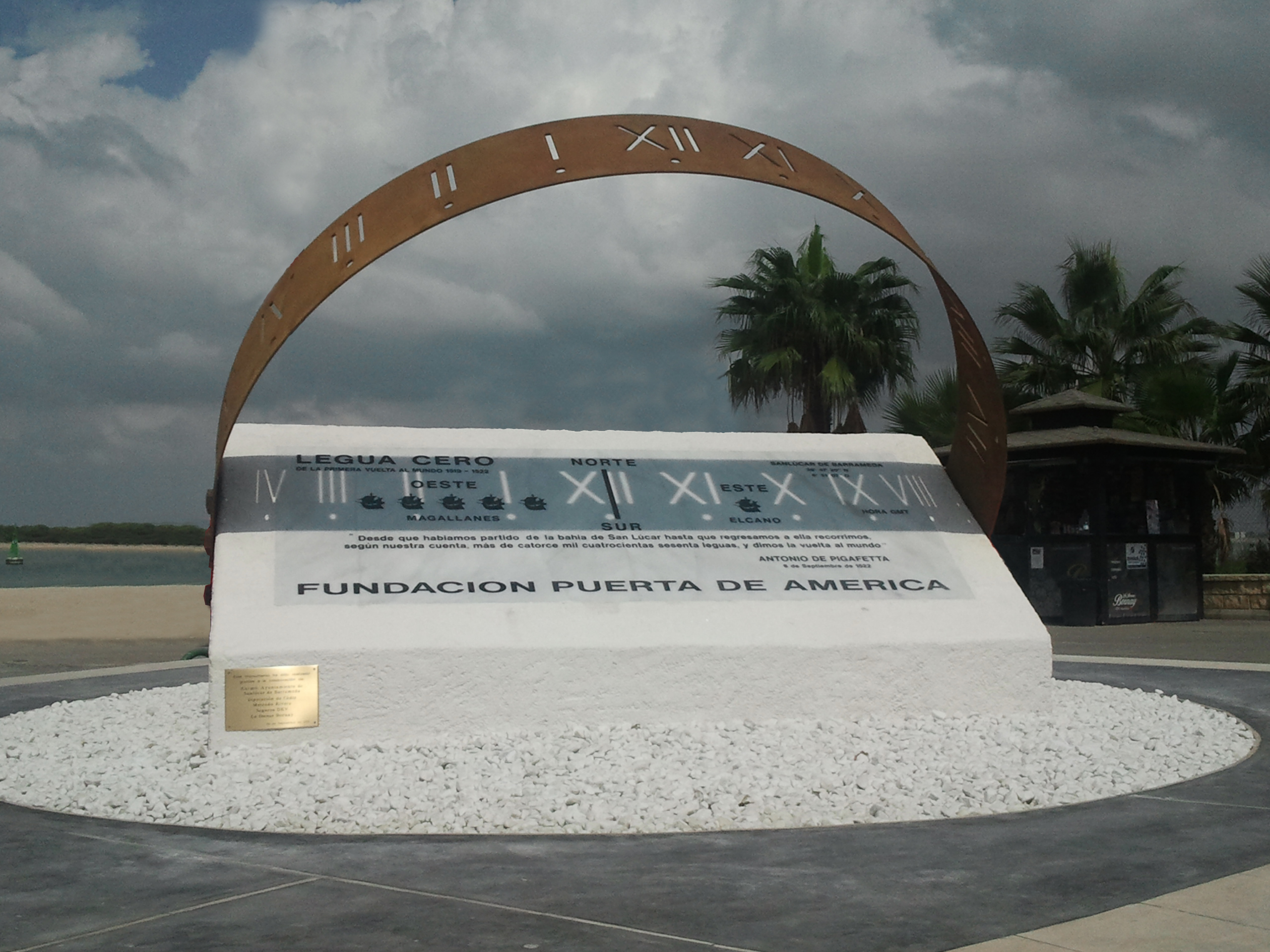
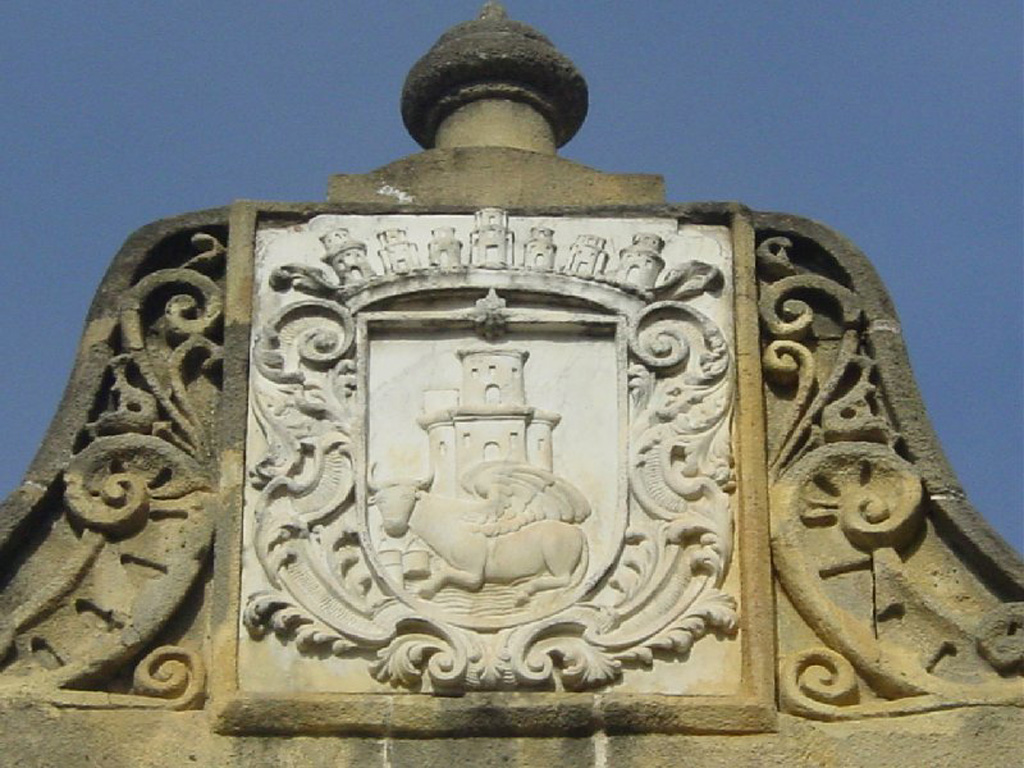
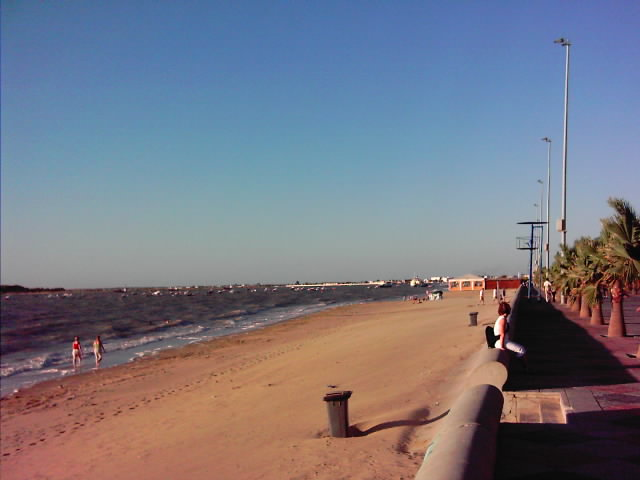
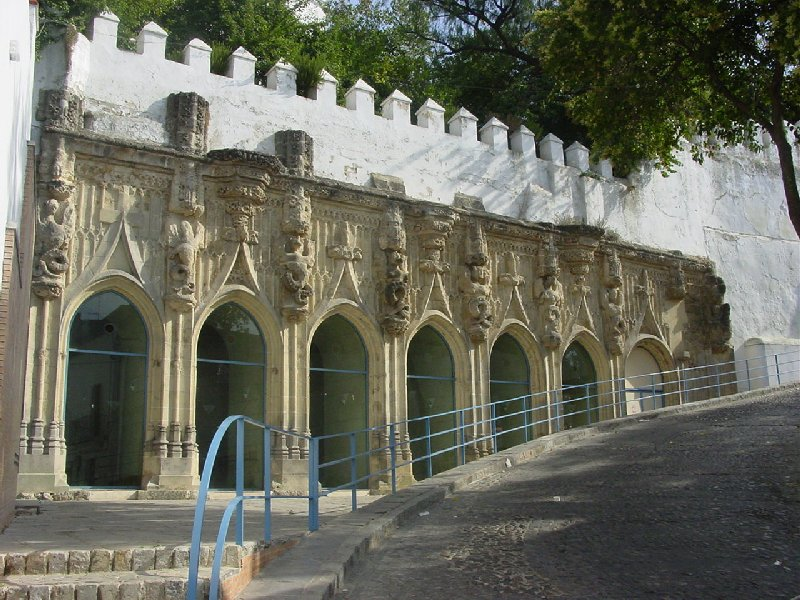
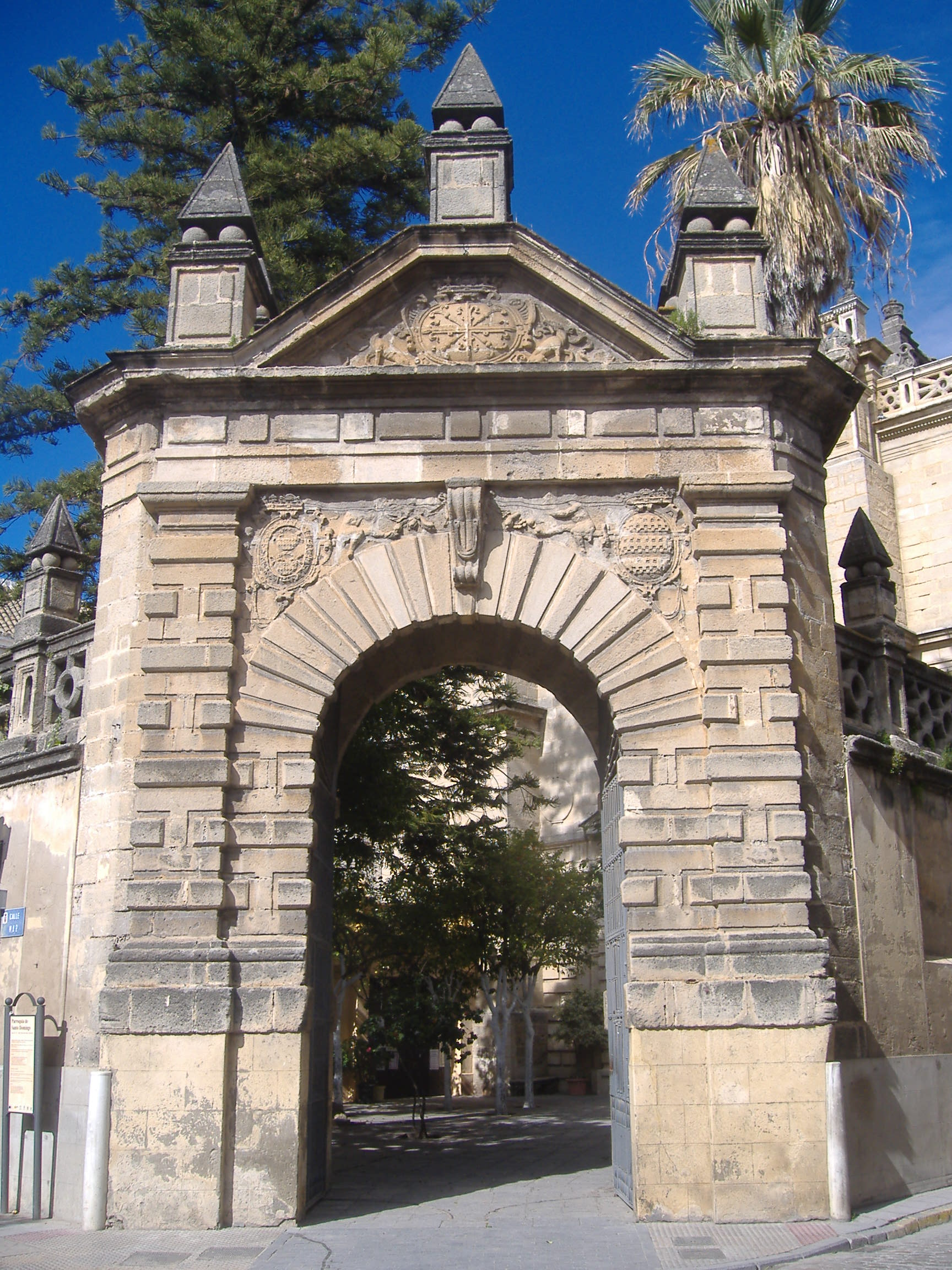
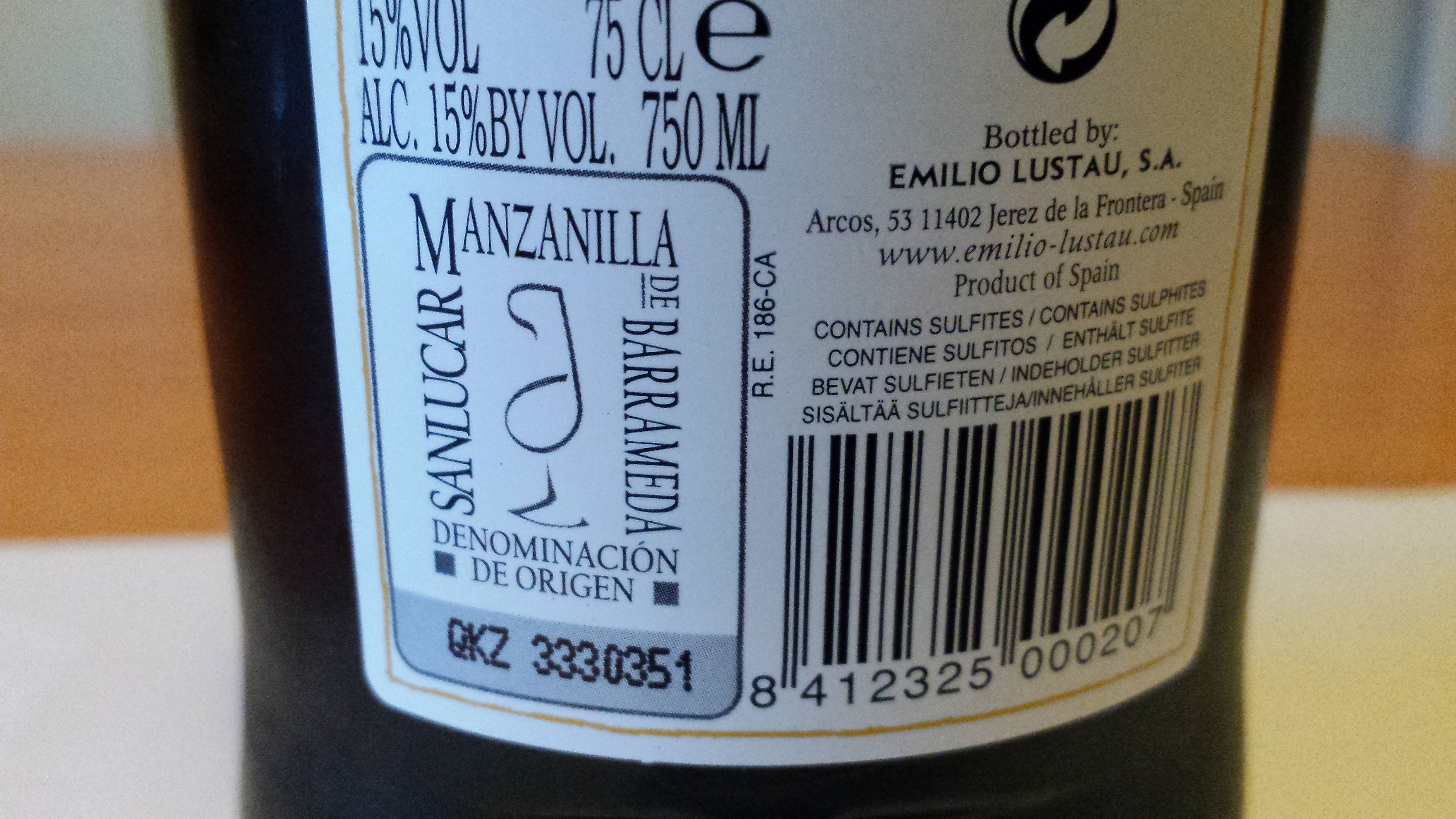